# Archaeobelodon filholi

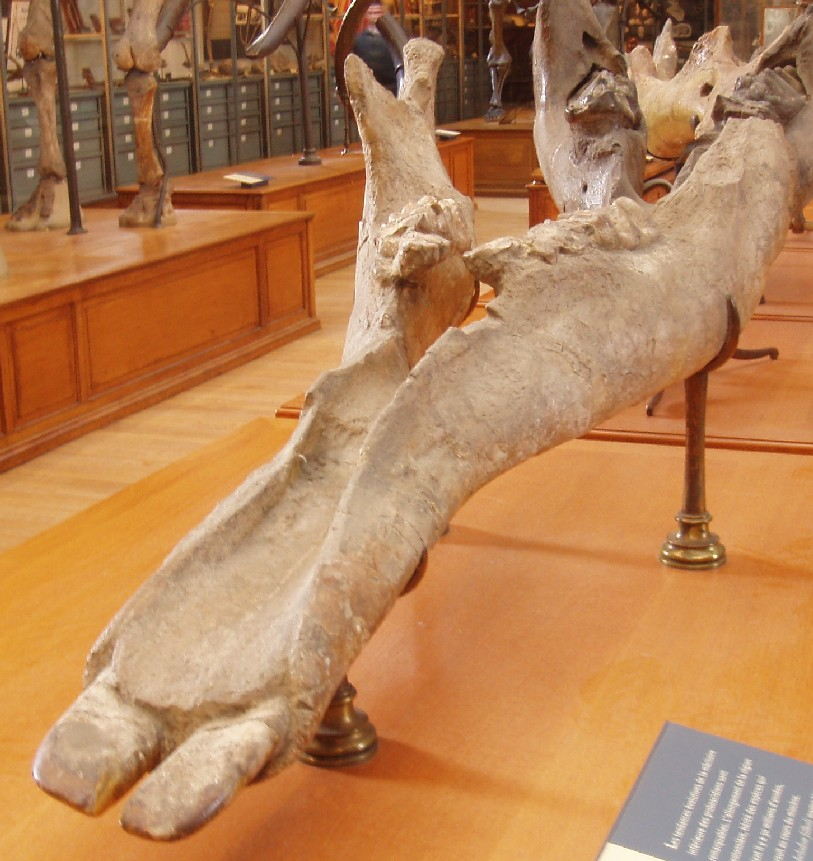
Mandibola di Archaeobelodon filholi

L'archeobelodonte (Archaeobelodon filholi) è un mammifero proboscidato estinto, appartenente agli amebelodontidi. Visse nel Miocene medio (circa 16 - 12 milioni di anni fa) e i suoi resti fossili sono stati ritrovati in Europa e in Africa.

## Descrizione
Questo animale era della taglia di un odierno elefante asiatico, e poteva arrivare ai tre metri d'altezza. L'aspetto era molto simile a quello dell'elefante arcaico Gomphotherium, e come quest'ultimo era dotato di due lunghe zanne superiori rivolte leggermente verso il basso. La mandibola, tuttavia, possedeva una morfologia diversa: era stretta e allungata, come quella di Gomphotherium, ma queste caratteristiche erano ancora più spinte. Le zanne inferiori, inoltre, erano più appiattite e sembrano preannunciare quelle a forma di vanga presenti in generi successivi come Amebelodon e Platybelodon.

## Classificazione
I primi fossili noti di Archaeobelodon, tra i quali uno scheletro pressoché completo ritrovato in Francia, vennero attribuiti inizialmente a Gomphotherium. Solo una revisione operata da Tassy nel 1984 ha permesso di riconoscere notevoli distinzioni tra le due forme. Archaeobelodon è stato classificato come un gonfoteriide specializzato, dotato di caratteristiche che anticipavano forme successive e molto specializzate come Platybelodon e Amebelodon. Secondo uno studio di Shoshani e Tassy (2005) Archaeobelodon è posto direttamente su questa linea evolutiva, tanto da essere considerato un amebelodontide basale.